# Borrby
Borrby est une localité suédoise dans la commune de Simrishamn en Scanie.
Sa population était de 994 habitants en 2019.